# Jože Munda
Jože Munda, slovenski bibliograf, urednik, leksikograf, literarni zgodovinar, * 10. februar 1930, Novo mesto, 6. marec 2018, Gornja Radgona.

## Življenje
Študiral je slavistiko v Ljubljani, kjer je s svojimi izjavami zbujal pozornost pri mlajših generacijah. Diplomiral je leta 1957. Od leta 1958 je bil zaposlen pri slovenskem centru Jugoslovanskega leksikografskega zavoda.  1969–1979 je vodil bibliografski oddelek v NUK. Od leta 1979 do upokojitve leta 1993 je bil v Inštitutu za slovensko literaturo (ZRC) SAZU strokovni svetnik in kot vodja sekcije za biografiko, bibliografijo in dokumentacijo tudi glavni urednik Slovenskega biografskega leksikona. Delal je v strokovnih društvih in organizacijah ter med letoma 1969–1980 predaval bibliografijo na Pedagoški fakulteti. Kot avtor in urednik je sodeloval pri osrednjih slovenskih in jugoslovanskih bibliografskih izdajah. Urejal je tekočo bibliografijo. Sestavljal je osebne, strokovne in tematske bibliografije, bibliografska kazala in kataloge. Vodil je delo Slovenskega biografskega leksikona in uredil njegove zadnje zvezke. Bil je urednik zbranih del slovenskih klasikov in pisal prispevke za enciklopedične izdaje.

## Delo
Najobsežnejša so Mundova bibliografska kazala in bibliografije založb, ki so zahtevali pregled in opis izjemno obsežnega gradiva ter domiselno ureditev. Te bibliografije se odlikujejo po zanesljivosti, vseobsežnosti, sistematičnosti in ustreznih bibliografskih prijemih: Bibliografsko kazalo Ljubljanskega zvona (1962), bibliografije Slovenske matice (1964, 1984), Državne založbe Slovenije (1965–1985) in Cankarjeve založbe (1975–1985), Gore v besedi, podobi in glasbi (1965), Bibliografija slovenskega marksističnega tiska (1969), bibliografski kazali Slavistične revije  (1977) in Jezika in slovstva (1985), Miniaturna knjiga. Osebne bibliografije, ki so zahtevale veliko časa, strokovnega znanja in potrpežljivega zbiranja, so osebne bibliografije, bodisi da gre za monografske predstavitve ali krajše preglede, ki zajemajo samo del posameznikove ustvarjalnosti so: bibliografije Bratka Krefta (1961), Cvetka Golarja (1963), Toneta Seliškarja (1964), Mateja Bora  (1966), Iva Grahorja (1968), Vladimirja Bartola (1976), Borisa Paternuja (1986), Franceta Bernika (1987, 1997). Med njegova dela sodi tudi množica bibliografskih pregledov slovenskih prevodov nobelovcev, med njimi Leksikon nobelovcev in poglavje Nobelovci v Nobelovcih, 1986.
Objavljal je prispevke v Bibliografiji rasprava i dela iz slovenske i indoevropske filologije za obdobje 1962–1977, ki je izhajala v Južnoslovenskem filologu, nato pa v delu Oktobarska socijalistička revolucija (1967). Poleg člankov je objavil še samostojno publikacijo Knjiga (1983, 22. zvezek Literarnega leksikona), v kateri je pisal o bibliotekarstvu ter pojasnil najpomembnejše bibliografske pojme. Knjiga je postala pomememben priročnik za študente. 
Deloval je kot leksikograf in s svojimi prispevki kot literarni zgodovinar sodeloval v Enciklopediji Jugoslavije (prav tako v slovenski izdaji), Leksikonu pisaca Jugoslavije, v Slovenskem biografskem leksikonu in Enciklopediji Slovenije. Njegova ostala literarnozgodovinska dela so še: Cankarjeva pisma Kraigherju (SR, 1969), Cankarjeva črtica »Pokojne duše« (Sd, 1976), Juš Kozak in »Slovenske poti« (Razprave SAZU, II.r., 1989). Pri Cankarjevih Zbranih delih je uredil in z opombami oskrbel zadnjih pet zvezkov. Z opombami je uredil Zbrano delo Juša Kozaka.

## Izbrana bibliografija
- Bibliografija CZ 1–3, 1975–85. (COBISS)
- Bibliografija slovenske matice 1–2, 1964, 1984. (COBISS), (COBISS)
- Bibliografija izdaj DZS 1–5, 1965–85. (COBISS)
- študija: Knjiga, 1983 (Literarni leksikon 22). (COBISS)
- Bibliografsko kazalo JiS 1–30, JiS 30, 1984/85 (posebna številka). Arhivirano 2007-10-26 na Wayback Machine. (COBISS)
- Bibliografsko kazalo Ljubljanskega zvona (COBISS)
- Gore v besedi, podobi in glasbi 1965, poglavje 'V besedi' (COBISS)

## Uredniško delo
- Knjižnica 9–13, 1965–1969.
- Slovenska bibliografija 21–29, 1967–75. (COBISS)
- Ivan Cankar: Zbrano delo 26–30, 1970–1976. (COBISS)
- Biografije in bibliografije znanstvenih in strokovnih sodelavcev SAZU 1, 1976. (COBISS)
- Bibliografija rasprava i članaka, Zg., 12–13, 1977, 1984. (COBISS)
- Slovenski biografski leksikon 13–15, 1982–91. (COBISS)
- Ivan Prijatelj: Slovenska kulturnopolitična in slovstena zgodovina 6, 1985. (COBISS)
- Juš Kozak: Zbrano delo 1–8, 1988–95. (COBISS)
- Bibliografsko kazalo LZ 1881–1941, 1962 (soavtor). (COBISS)
- Bibliografski podatki v zbirki Nobelovci, od 1973.